# Orchon

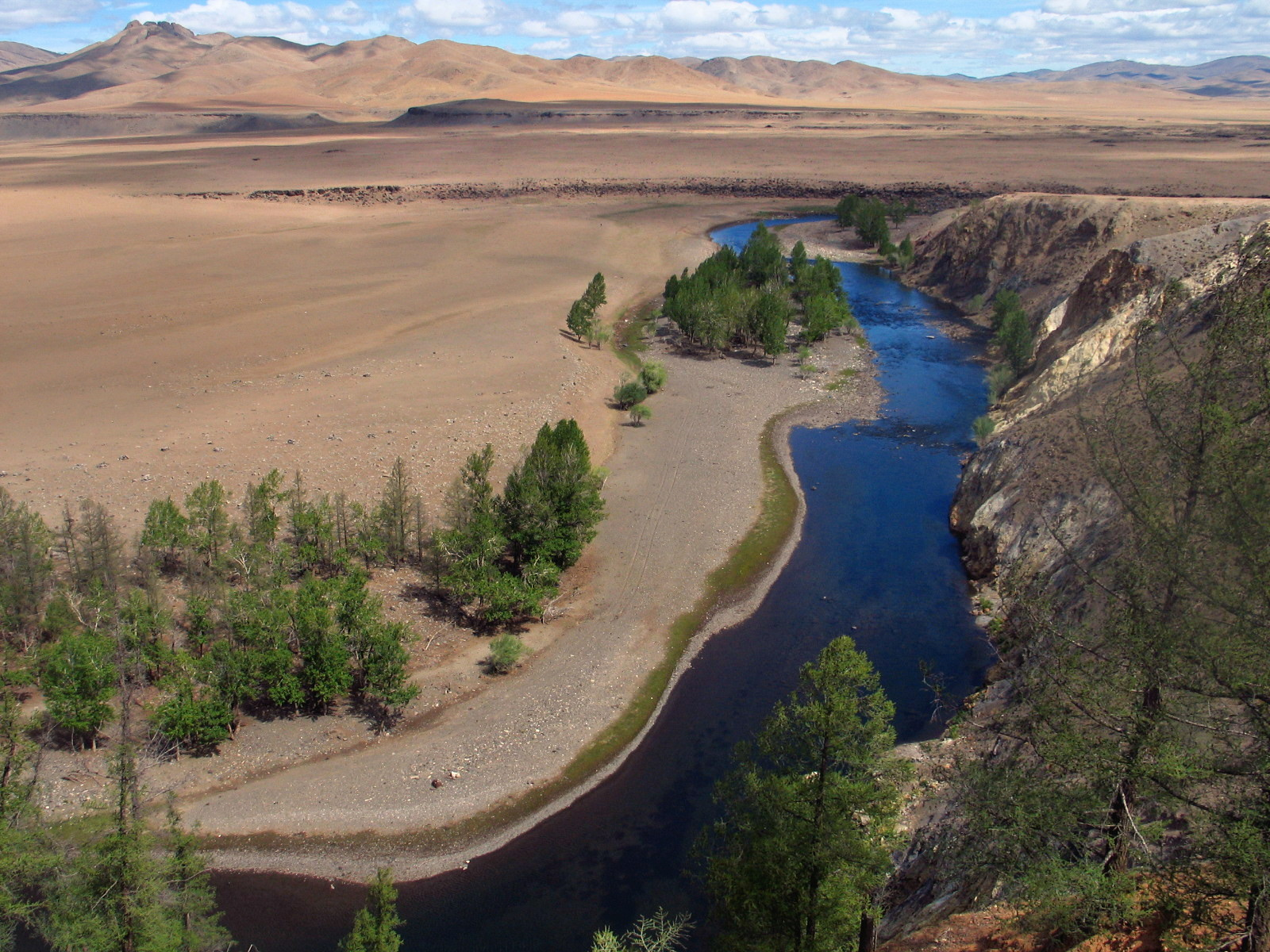
Oberlauf des Flusses Orchon

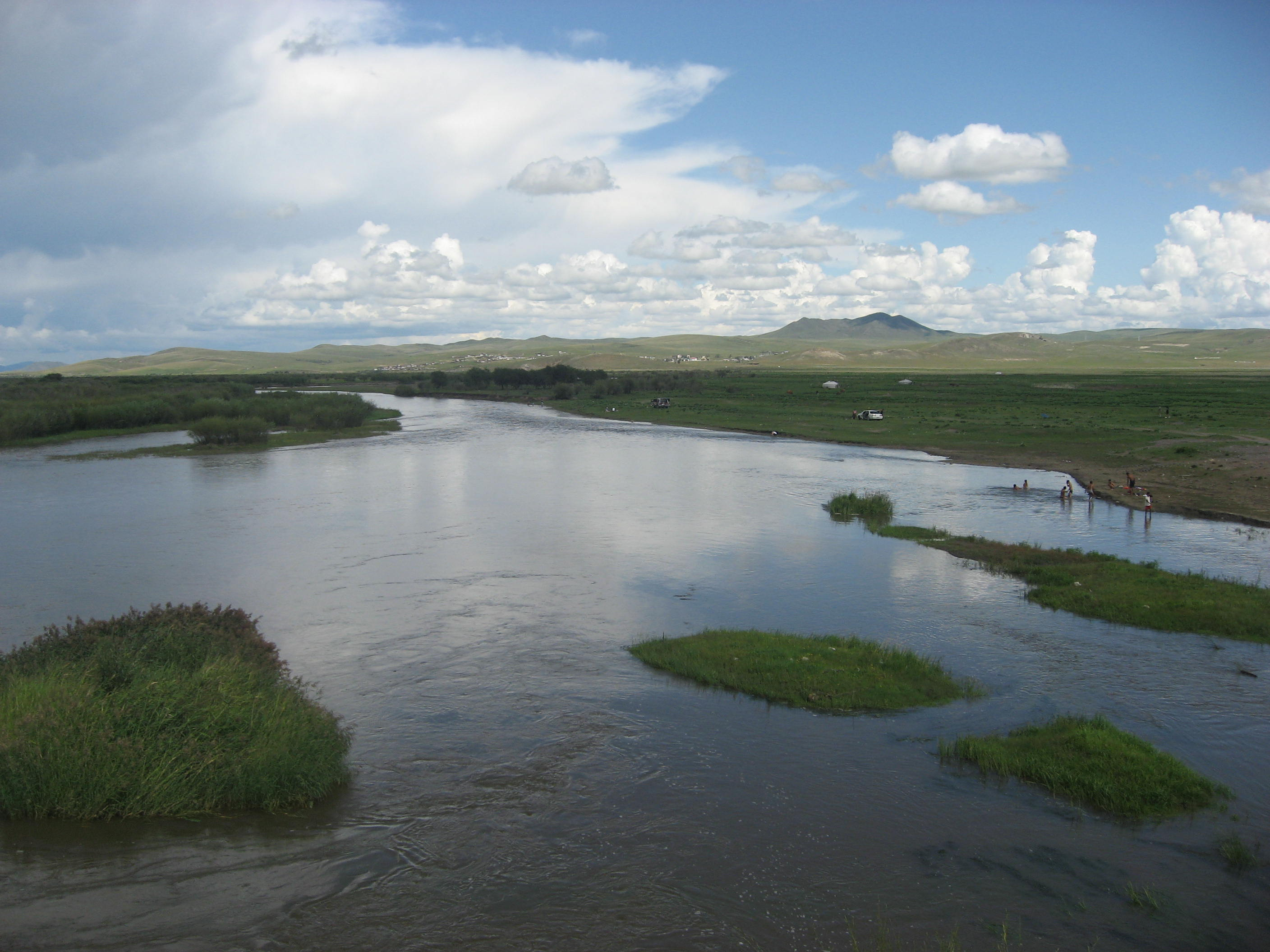
Der Orchon an der Straße von Darchan nach Erdenet

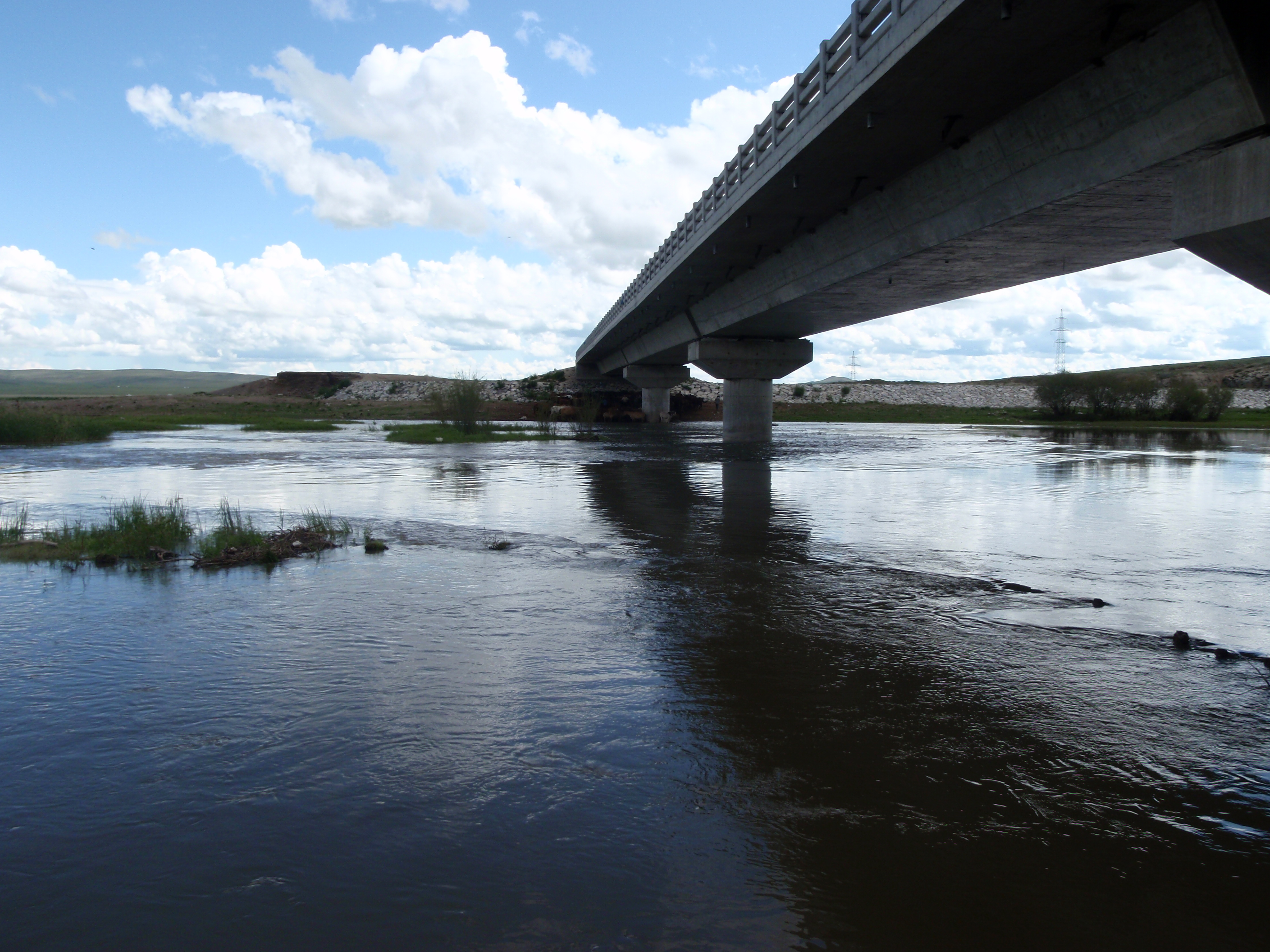
Der Orchon an der Straße von Darchan nach Erdenet

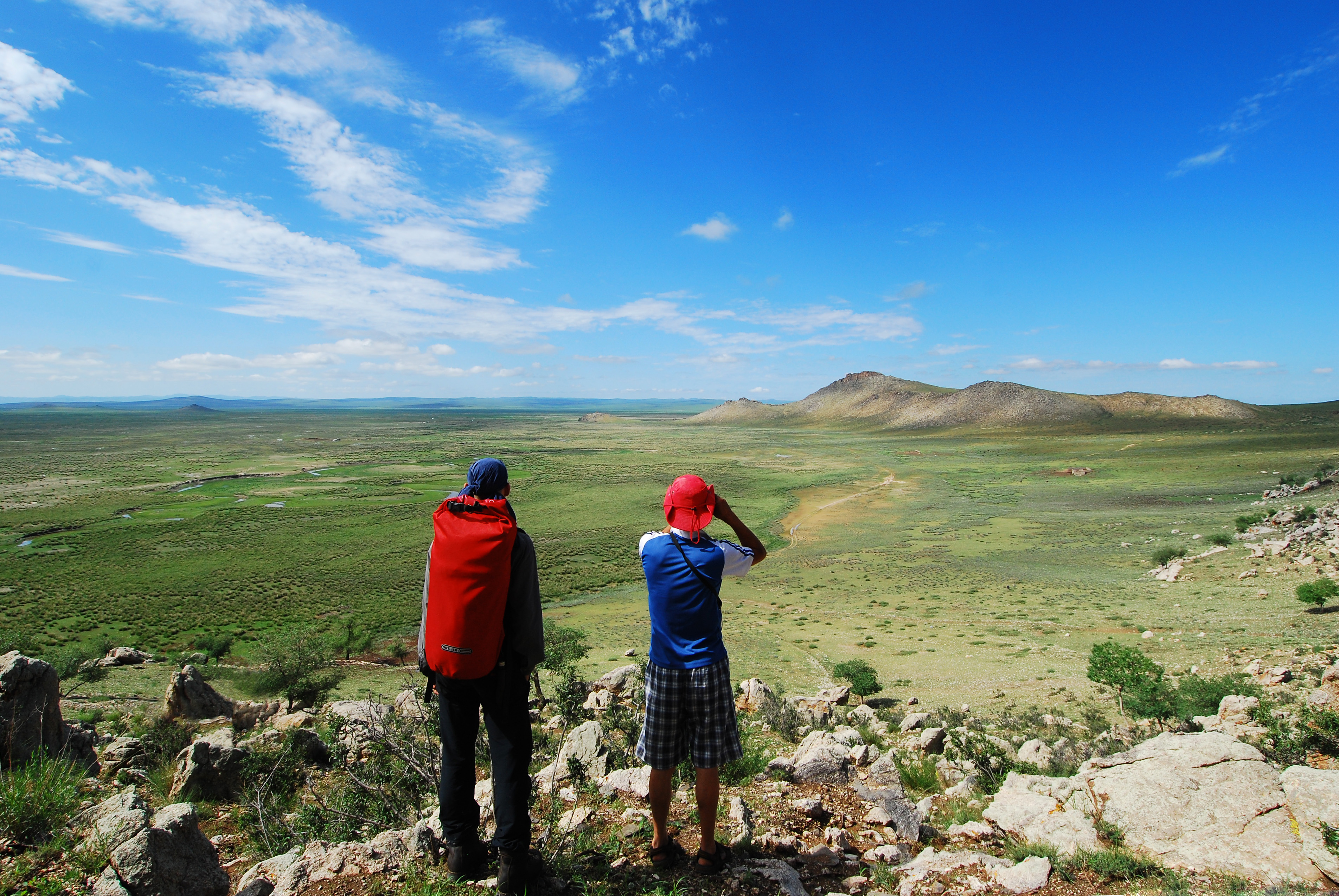
Orchon Region

Der Orchon (mongolisch Орхон, manchmal auch Orkhon) ist ein 1124 km langer, südwestlicher bzw. rechtsseitiger Zufluss der Selenga (Selenge) im Norden der Mongolei (Asien) und zugleich der längste Fluss der Mongolei.

## Geographie

### Verlauf
Der Orchon entspringt im Zentrum der Mongolei etwa an der Grenze des Archangai-Aimag zum Öwörchangai-Aimag. Seine Quelle liegt im Ostteil des Changai-Gebirges am Berg Suwraga-Chairchan (3179 m) im Changai-Nuruu-Nationalpark.
Anfangs verläuft der Fluss im Öwörchangai-Aimag nach Südosten, um sich kurz darauf nach Nordosten und dann nach Norden zu wenden, wobei ihm der Tamir zufließt. Etwas später schlägt er östliche Richtung ein, wobei er im Bulgan-Aimag in großen Windungen fließt. Dann erreicht er den Selenge-Aimag und verläuft etwas nach Einmündung des Tuul durch den in diesem liegenden Darchan-Uul-Aimag und danach wieder durch den Selenge-Aimag, in dem er sich nach Nordosten wendet.
Kurz vor der russischen Grenze mündet der Orchon direkt unterhalb von Süchbaatar in die Selenga (Selenge), die von dort überwiegend nordnordostwärts verlaufend dem Baikalsee zufließt.

### Zuflüsse
Wichtigster Zufluss des Orchon ist der Tuul, der das südöstliche Einzugsgebiet um Ulaanbaatar abdeckt. Er ist an der Mündung zwar deutlich kleiner als der Orchon, übertrifft diesen jedoch an Länge. Obwohl die Längenangabe von 819 km sicher nicht alle Windungen einbezieht, ist damit das Flusssystem des Orchon mit dem 340 km oberhalb einmündenden Tuul rund 1160 km lang.
- Sarin (Сарин гол)
- Choid Tamir (Хойд Тамир гол)
- Tamir (Тамирын гол)
- Tuul (Туул гол)
- Charaa (Хараа гол)
- Scharyn (Жарын гол)
- Jero (Еро гол)
- Eröö (Эрөө гол)

### Ortschaften
Zu den Ortschaften am Orchon gehören:
- Charchorin (mit naher Ruinenstätte Karakorum)
- Bulgan
- Erdenet (etwa 40 km Distanz)
- Darchan (etwa 40 km Distanz)
- Süchbaatar

## Hydrographie, Hydrologie und Eisgang
Das Einzugsgebiet des Orchon ist rund 132.835 km² groß. Dieses Gebiet war mythologischer und administrativer Kernraum der Turkvölker Innerasiens und ist heute der wirtschaftliche Kernraum der Mongolei, was sich auch in der Abwasserbelastung widerspiegelt.
Anfang November bildet sich Eis auf dem Orchon, der nach und nach ganz zufriert. In der Tauperiode, in der Regel ab Mitte Mai, bilden sich starke Hochwässer. Dadurch ergeben sich extrem unterschiedliche mittlere Monatsabflüsse: der mittlere Abfluss im Juli beträgt an der Mündung das 80- bis 90-fache des mittleren Februarwertes. Mit seiner Wasserführung von 96,0 m³/s ist er an seiner Mündung bei Süchbaatar nur wenig kleiner als die Selenga.

## Kulturgeschichte
Das Tal ist wenig erforscht und mythenumwoben, hier siedelten Hunnen, Uiguren und Mongolen, außerdem wurden alttürkische Stammesfürsten bestattet.
Ein 1220 km² großer Bereich des Orchon-Tals wurde von der UNESCO 1994 unter dem Eintrag "Orkhon Valley Cultural Landscape" in die Liste der Stätten des Weltkultur- und Naturerbes aufgenommen. Ein auf zehn Jahre angelegter Managementplan zum Schutz und zur Entwicklung der Region wurde mit Unterstützung der Deutschen Stiftung Welterbe aufgelegt.
Die wichtigsten historischen Stätten entlang des Orchon sind wie folgt:
- Für Turkologen haben die Ufer des Orchon eine außerordentliche Bedeutung, da sie königliche chronologische Aufzeichnungen der ersten türkischen Reiche aus dem 8. Jahrhundert in Form von Inschriften auf mehreren Gedenksteinen in alttürkischer Schrift beherbergen. Das Zweite Türk-Kaganat ging 744 unter, worauf das Uigurische Kaganat aufstieg.[7]
- die Ruinen von Char Balgas (auch Karabalgasun oder Karabalgas)[8], der Hauptstadt der Uiguren im 8. Jahrhundert, mit Spuren des Palastes und von Tempeln, Klöstern, Handelshäusern (usw.), eine Stadt aus Lehm mit mehr als 10.000 Bewohnern und frühem Zentrum des Handels an der Seidenstraße[9].
- die Ruinen der Hauptstadt des Mongolischen Reiches, Karakorum, die 1235 Dschingis Khan in der Nähe des heutigen Charchorin erbauen ließ, mit prachtvollem Palast und gepflasterten Straßen[10],
- das Kloster Erdene Dsuu bei Karakorum, das 1586 als erstes buddhistisches Kloster in der Mongolei gegründet wurde, und
- das Kloster Töwchön Chiid, dass auf einem Berg nahe dem Oberlauf des Orchon steht.
- Zudem gibt es entlang des Orchon viele noch ältere Grabstätten, die teilweise den Hunnen zugeschrieben werden, teilweise aber auch deutlich älteren Ursprungs sind.

## Nach dem Fluss sind benannt
Nach dem Fluss Orchon wurden benannt:
- der Orchon-Aimag, eine um die Stadt Erdenet gelegene Provinz der Mongolei, obwohl er dessen Territorium nicht berührt, sondern nur ganz knapp daran vorbeifließt,
- mehrere Sum (Verwaltungsbezirke) gleichen Namens in verschiedenen Aimags (Provinzen) der Mongolei und
- die Orchon-Runen, eine türkische Schrift aus dem 7. Jahrhundert.